# الألعاب الأولمبية الشتوية 2014

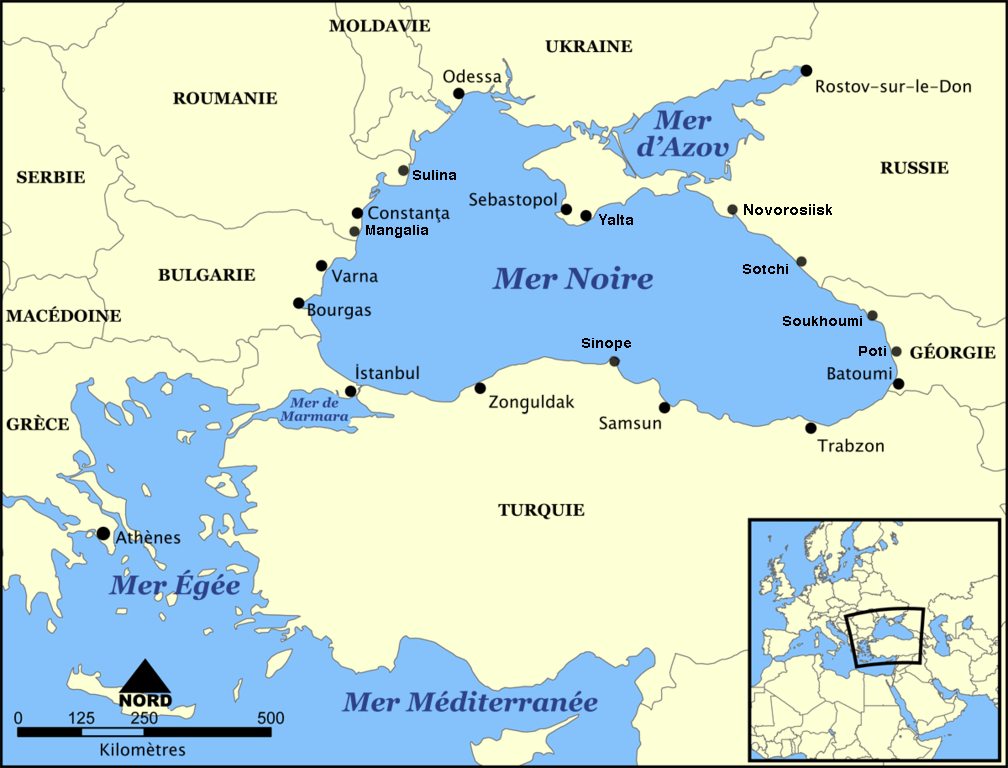
سوتشي تقع في شرق البحر الأسود على الحدود مع جورجيا.

الألعاب الأولمبية الشتوية 2014 وتسمى رسمياً الألعاب الأولمبية الشتوية الثانية والعشرين، أقيمت في مدينة سوتشي الروسية، التي تطل على البحر الأسود، وقريبا من القوقاز. تم اختيار هذه المدينة بعد الانتخابات التي أقيمت في 4 يوليو 2007 أثناء الدورة ال119 للجنة الدولية الأولمبية في مدينة غواتيمالا في غواتيمالا. فازت سوتشي على سالزبورغ في النمسا (خرجت من الدور الأول)، وكذلك بيونغتشانغ في كوريا الجنوبية. تعتبر هذه الدورة هي المرة الثانية التي تعقد فيها الألعاب الأولمبية في روسيا بعد الألعاب الأولمبية الصيفية 1980 المنعقدة في موسكو.

من أجل الفوز بتنظيم هذه المسابقة، قامت روسيا بتغييرات جذرية وضخمة قدرت ب14 مليار يورو. سيجرى 98 حدثًا رياضيًا لخمسة عشر لعبة شتوية. وعدد من المنافسات الجديدة منها البياثلون والقفز التزلجي والتزلج الفني على الجليد لفرق مختلطة، والزحف الجليدي لفرق مختلطة والتزلج على نصف أنبوبة. ستعقد المنافسات في مجموعتين من القاعات الجديدة: قرية أولمبية في وادي إمرتنسكي على ساحل البحر الأسود وعلى بعد مسيرة أقدام من هناك يقع استاد فشت الأولمبي وقاعات الألعاب الداخلية، والألعاب الثلجية في منتجع في كرسنايا بوليانا.
هذه الألعاب ستلحقها في مارس 2014، الألعاب البارالمبية الشتوية 2014 التي ستعقد في نفس المدينة.

## اختيار المدينة المضيفة
في 25 يوليو 2005، وأثناء المدة المحددة لإرسال ترشحات المدن التي تريد استضافة هذه الدورة، قدمت 7 مدن ملفاتها الترشحية إلى منظمة الألعاب الأولمبية والبارالمبية 2014 وهم: ألماتي (كازاخستان)، بورجومي (جورجيا)، خاكا (إسبانيا)، بيونغتشانغ (كوريا الجنوبية)، سالزبورغ (سويسرا)، صوفيا (بلغاريا)، سوتشي (روسيا).

في 22 يونيو 2006، أعلنت اللجنة الدولية الأولمبية عن أسماء الدول الثلاثة النهائية بعد فرز ودراسة الترشحات، وهم: بيونغتشانغ، سالزبورغ، سوتشي.

التصويت النهائي والأخير تم في 4 يوليو 2007، في مدينة غواتيمالا، أين أعلنت اللجنة الدولية الأولمبية عن المدينة المستضيفة بعد جولتين من التصويت.
| المدن المرشحة | الدولة         | الجولة الأولى | الجولة الثانية |
| ------------- | -------------- | ------------- | -------------- |
| سوتشي         | روسيا          | 34            | 51             |
| بيونغتشانغ    | كوريا الجنوبية | 36            | 47             |
| سالزبورغ      | النمسا         | 25            | -              |

## التنظيم
لجنة تنظيم الألعاب الأولمبية والبارالمبية الشتوية سوتشي 2014 (بالإنجليزية: Sochi 2014 Olympic and Paralympic Organizing Committee) هي الجهة المشرفة والمسؤولة والمكلفة بنتظيم هذه الألعاب.

العديد من كبار الرياضيين الروس هم أعضاء في هذه اللجنة ومنهم إيفغاني بليوشتشنكو، إيرينا سلوتسكايا، ألكسندر أوفتشكين، وكذلك تاتيانا نافكا.

### الشعار والشعار المكتوب
تم إنشاء شعارين مختلفين لهذه الألعاب الأولمبية، واحد للترشح، والثاني للألعاب نفسها بعد الفوز بتنظيمها. هذا الشعار الأولمبي تم إنشائه من قبل الوكالة الدولية للتسويق أومنيكوم وأعلن عنه في ديسمبر 2009 في موسكو. تعتبر هذه أول مرة في تاريخ الشعارات الأولمبية أن يكتب عنوان موقع إلكتروني على الشعار وهو هنا «sochi.ru». طباعة أحرف عبارتي «Sotchi» و«2014» يمثلان هنا مرآة لبعضهما البعض، أين يقدمان للمشاهد نظرة عن أن سوتشي هي نقطة التقاء البحر الأسود مع جبال القوقاز.

شعار تقديم الترشح
الشعار الرسمي بعد الفوز بالتنظيم

الشعار المكتوب للترشح كان «البوابة إلى المستقبل» (بالإنجليزية: Gateway to the future)، ثم في 2012 تم الإعلان عن الشعار الرسمي من قبل اللجنة التنظيمية وهو «شتاء حار، من أجل» (بالإنجليزية: Hot. Cool. Yours).

### التعويذة

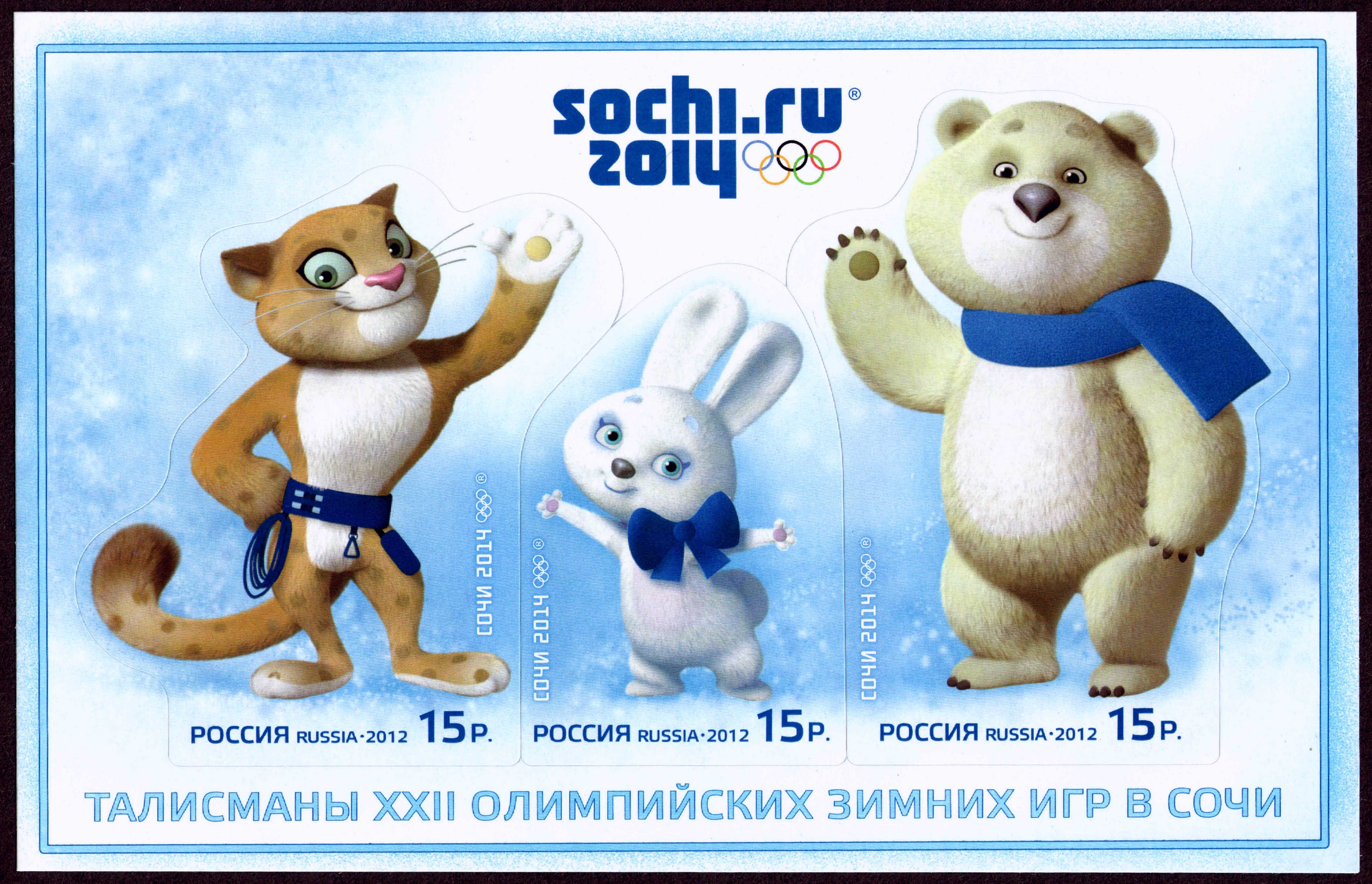
التعويذات الثلاث المخصصة لهذه الدورة

عملية اختيار تعويذات هذه الدورة الأولمبية تمت في البرنامج التلفزيوني «تاليسمانيا سوتشي 2014 النهائي» في 26 فبراير 2011. خيارات النمر الثلجي بارسيك، والأرنب زايكا، والدب القطبي ميشكا (الذين يمثلون على التوالي الذهب، الفضة، البرونز في إشارة إلى المنصة الأولمبية) جلبوا بعض الخلافات، أساسا في فرضية أن التصويت جاء في صالح النمر الثلجي، الذي كان المرشح المفضل لفلاديمير بوتين. في هذه الحصة التلفزيونية، لم يتم التطرق شعاع الشمس وندفة ثلج، الذين يمثلان تعويذات الألعاب البارالمبية.

### الشعلة الأولمبية
عملية تقديم الشعلة الأولمبية أقيمت في يناير 2013. يبلغ طول الشعلة 95 سم، في حين يبلغ وزنها 1.8 كغ. المظهر الخارجي لها هو في شكل ريشة بكروم الفضة، معزز في وسطه بمنطقة شفافة ذات لون أحمر داكن، اللون التقليدي لروسيا منذ القرن الثالث عشر، وهو يرمز لطائر النار الذي ينتمي للفلكلور الروسي. مصمم هذه الشعلة هو فلاديمير بيروجكوف، حيث صممها من أجل أن تبقى مشتعلة رغم الظروف المناخية الروسية. حوالي 000 14 شخص من 900 2 بلدية تابعة لكل مناطق (أقاليم) روسيا ال83 تتابعوا على حمل هذه الشعلة في مسارها الطويل الذي بدأ في 7 أكتوبر 2013.

يعتبر مسار هذه الشعلة منفردا في تاريخ هذه اللعبة، حيث قامت الشعلة الأولمبية بإقامة لمدة خمسة أيام في محطة الفضاء الدولية بين 7 و11 نوفمبر 2013. ثم انتقلت لتركب على متن كاسرة الجليد النووية السفينة 50 لت بوبادي لتقوم برحلة ذهاب وعودة بين مورمانسك والقطب الشمالي بلغ طولها 000 5 كم. بعد ذلك ذهبت إلى بحيرة بايكال في سيبيريا لتعود في بداية شهر فبراير إلى جبل إلبروس في القوقاز. في النهاية يكون إجمالي المسافة التي قطعتها هذه الشعلة حوالي 000 65 كم، ويعتبر هذا العدد رقما قياسيا.

### الميداليات
من بين ال98 ميدالية ذهبية التي ستقدم في هذه الدورة، الميداليات السبعة اللواتي سيقدمن في 15 فبراير 2014 سيحتوين على شظايا من نيزك تشيليابينسك، وهذا في الذكرى الأولى لسقوط هذا النيزك المتفجر. ستكون هذه الشظايا موجودة في ميداليات سباق التعرج على الجليد للسيدات، التزلج الريفي للسيدات، القفز التزلجي على منصة الوثب العملاقة، سباق الزلاجات الصدرية للرجال، 1500 متر تزلج سريع للرجال، 1000 متر تزلج سريع للسيدات، 1500 تزلج سريع على مضمار قصير للرجال.

### حفل الافتتاح

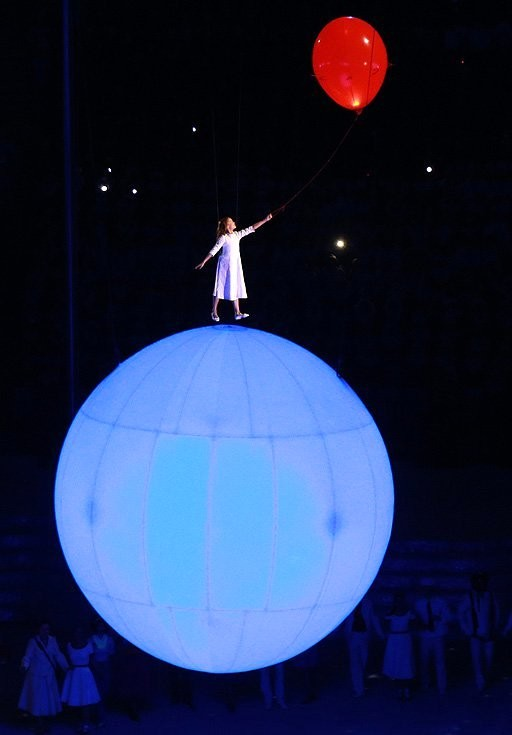
اداء خلال الافتتاح

فاجأت روسيا ملايين المشاهدين في مختلف أنحاء العالم بعروض مبهرة في حفل افتتاح دورة الألعاب الشتوية الـ22 «سوتشي 2014»، والذي أقيم على ملعب «فيشت»، بحضور ما يقرب من 40 ألف متفرج، بينهم نحو 60 من رؤساء الدول والحكومات.

### الأمن
تفجيرا فولغوغراد في ديسمبر 2013 في روسيا قبل الألعاب الأولمبية الشتوية بأسابيع، خلق حسب عدة محللين جوا من الرعب. عالم الجغرافيا السياسية جيرارد شاليان ذكر بأن «الأويغور والتبتيون كانوا قد تظاهروا قبل الألعاب الأولمبية الصيفية بكين 2008 بأسابيع».

## المنشآت الرياضية

أماكن المنشآت الرياضية في المجمع الساحلي.

ستعقد الألعاب في منطقتين مختلفتين وهما:
- المجمع الساحلي الذي يحتوي على المجمع الأولمبي لسوتشي في بلدية ألدر.
- مجمع جبل كراسنايا بوليانا (بالروسية: Красная Поляна، التي تعني الفسحة الحمراء)، وهو محطة تزلج على الجليد يقع على بعد 60 كم من وسط مدينة سوتشي، و40 كم من ألدر.

### الحديقة الأولمبية

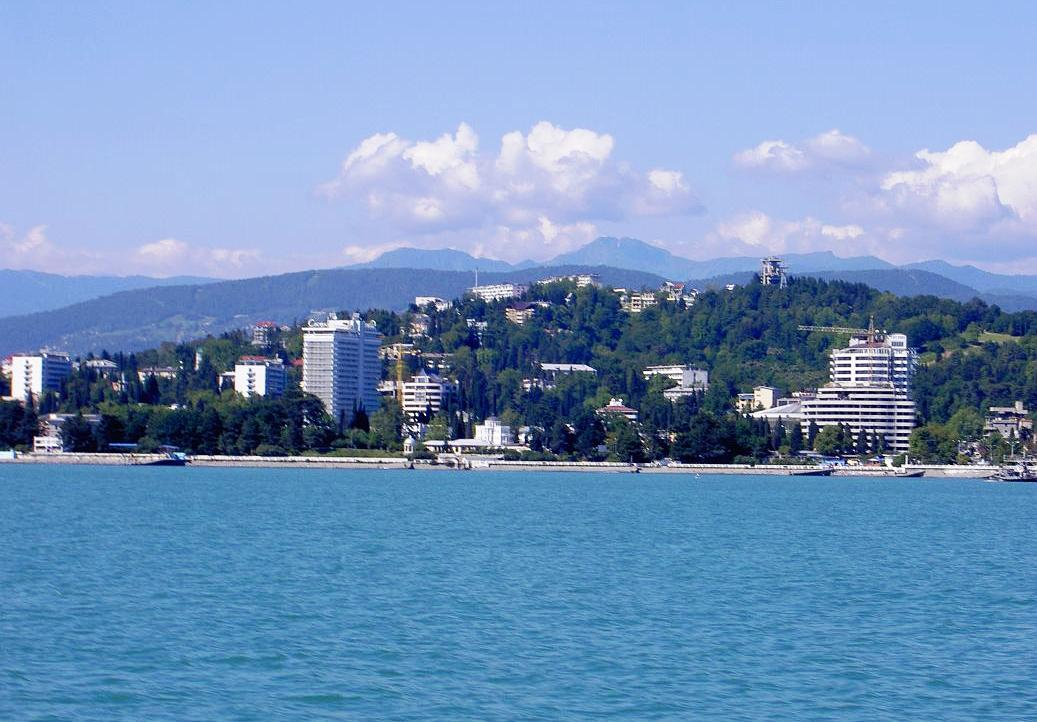
منظر لساحل مدينة سوتشي على البحر الأسود، هذه المنطقة تقع على بعد 20 كم شمال المجمع الأولمبي الساحلي.

المجمع الأولمبي لسوتشي يقع في بلدية ألدر على سواحل البحر الأسود. تم الانتهاء من بناء هذا المجمع في 2013. 

يوجد في هذا المجمع الأولمبي ما يلي:
- قصر بولشوا الجليدي: هو حلبة كبيرة لهوكي الجليد، ذو قدرة استعابية ل000 12 متفرج.
- حلبة شاييبا الجليدية: هي أيضا مخصصة للهوكي، تستعيب 000 7 متفرج.
- مركز ألدر أرينا للتزلج: يستطيع أن يستعيب 000 8 متفرج.
- مركز أيسبرغ للتزلج الفني: هو مركز للتزلج للتزلج الفني ذو قدرة استعابية ب000 12 متفرج.
- مركز آيس كوب للكيرلنج: هو حلبة مخصصة للكيرلنج ذات 000 3 مقعد.
- ملعب فيشت الأولمبي: هو ملعب ذو 500 47 مقعد.
- القرية الأولمبية.

### كراسنايا بوليانا
يحتوي مجمع كراسنايا بوليانا على عدة منشآت رياضية أكثرها مخصص لرياضات التزلج الخارجية وهم:
- مجمع التزلق الرياضي سانكي: يستطيع أن يستقبل 000 11 شخص.
- مجمع لورا: هو مركز مخصص للتزلج الريفي والبياثلون، يستى ع أن يستقبل 000 20 متفرج.
- مجمع روزا خوتور: مركز مخصص للتزلج على المنحدرات الجليدية والتزلج على الثلوج. يستطيع أن يستقبل 000 18 شخص. يرجع أصل هذا المجمع إلى استطاعته في احتواء كل رياضات التزلج إذ يحتوي على نصف مليون متر مربع من الثلوج، وتعرف منطقة سوتشي بمناخها الشبه مداري المعتدل.
- محطة جبل «ألبيكا سيرفس»: للفريستايل.
- مركز التزلج الشمالي: هو مركز مخصص للقفز التزلجي في روس سكي غورجي، قدرة إسيتعابه هي 000 15 متفرج.
- القرية الأولمبية.
- مكان لإقامة الصحفيين في غورنايا كاروسال.

## الدول المشاركة
يوجد 88 دولة تشارك في هذه الألعاب الشتوية بفضل تأهل لاعب واحد على الأقل منها.

يوجد ستة دول تشارك لأول مرة في الألعاب الشتوية وهي: مالطا، الباراغواي، تيمور الشرقية، توغو، تونغا، زيمبابوي. بينما شاركت ستة دول في ألعاب 2010 الشتوية ولكنها لن تشارك في هذه النسخة وهي جنوب أفريقيا، كولومبيا، كوريا الشمالية، إثيوبيا، غانا، السنغال.

يتم التأكيد رسميا على عدد الدول المشاركة وعدد المشاركين بين 28 يناير و5 فبراير 2014.

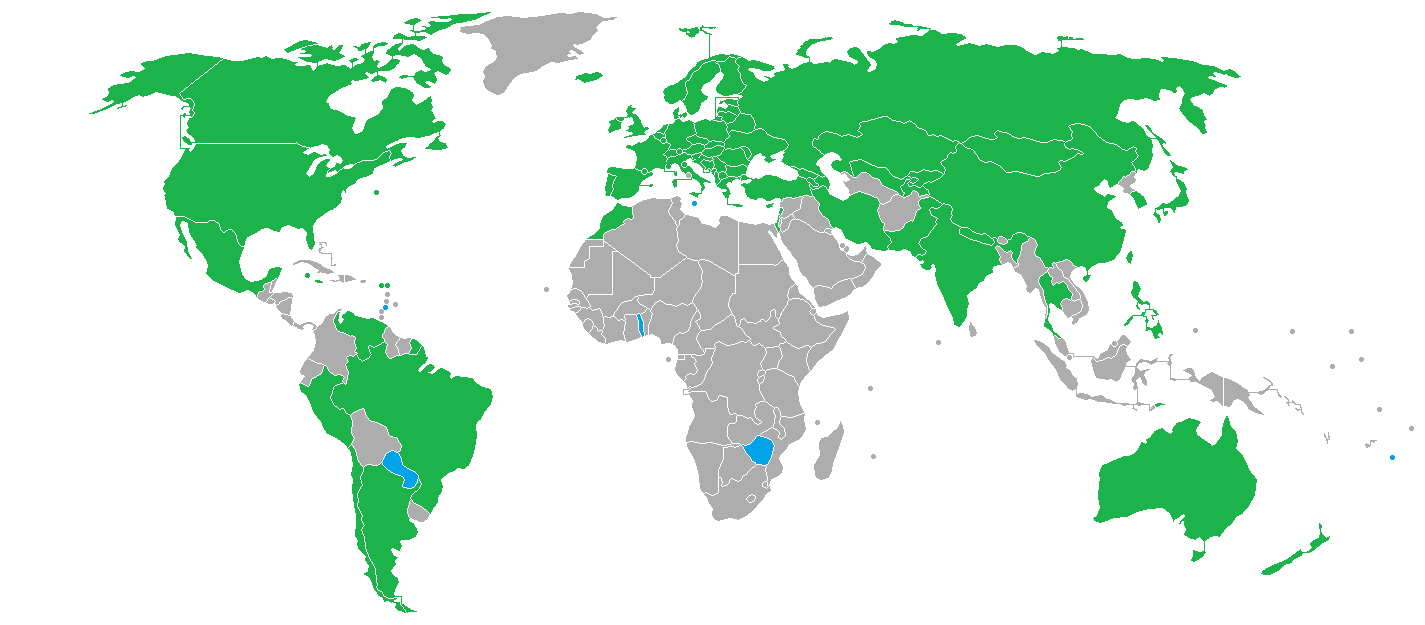
الدول المشاركة في هذه الدورة بالأخضر.

من أفريقيا:
| - المغرب | - توغو | - زيمبابوي |

من أمريكا:
| - الأرجنتين - برمودا - البرازيل - جزر كايمان | - كندا - تشيلي - الولايات المتحدة - الجزر العذراء البريطانية | - الجزر العذراء الأمريكية - جامايكا - المكسيك - الباراغواي | - البيرو - بورتوريكو |

من آسيا:
| - الرياضيين الأولمبيين المستقلين (الهند) - الصين - تايوان - كوريا الجنوبية - هونغ كونغ | - لبنان - سوريا - إيران - إسرائيل - اليابان - كازاخستان - قيرغيزستان | - منغوليا - النيبال - أوزبكستان - باكستان - الفلبين | - طاجيكستان - تايلاند - تيمور الشرقية |

من أوروبا:
| - ألبانيا - ألمانيا - أندورا - أرمينيا - النمسا - أذربيجان - بلجيكا - بيلاروسيا - البوسنة والهرسك - بلغاريا - قبرص - كرواتيا | - الدنمارك - إستونيا - إسبانيا - فنلندا - فرنسا - جورجيا - اليونان - المجر - أيرلندا - آيسلندا - إيطاليا - لاتفيا | - ليختنشتاين - ليتوانيا - لوكسمبورغ - مقدونيا - مالطا - مولدوفا - موناكو - الجبل الأسود - النرويج - هولندا - بولندا - البرتغال | - التشيك - رومانيا - بريطانيا - روسيا - سان مارينو - صربيا - سلوفاكيا - سلوفينيا - السويد - سويسرا - تركيا - أوكرانيا |

من أوقيانوسيا:
| - أستراليا | - نيوزيلندا | - تونغا |

## المنافسات

### الرياضات
تتكون ألعاب سوتشي الشتوية من 98 مسابقة (49 للرجال، 43 للسيدات، 6 مختلطة) في 15 رياضة المكونة ل7 رياضات أولمبية، ويعتبر هذا رقما قياسيا في عدد المسابقات في تاريخ اللعبة بعد أن تجاوزت النسخة السابقة التي احتوت 86 مسابقة وكانت في ألعاب فانكوفر 2010.

في 6 أبريل 2011 في لندن، المفوضية التنفيذية للجنة الأولمبية الدولية وافقت على قيام مسابقات البياثلون، ونصف أنبوب في التزلج، وإحدى مسابقات التزلج الفني للفرق، وكذلك الزحافات الثلجية مختلطة أي رجال وسيدات. 

في 4 يوليو 2011، أضافت اللجنة الأولمبية الدولية ثلاثة مسابقات، السلوبستيال في رياضة التزلج على الثلوج (رجال وسيدات)، وكذلك السلالوم في التزلج على الثلوج، وأخيرا التزلج على المنحدرات الجليدية بالفرق، الذي كان دائما يقام فرديا في هذه اللعبة.
| الرياضات                      | المسابقات للرجال | المسابقات للسيدات | المسابقات المختلطة | المجموع |
| ----------------------------- | ---------------- | ----------------- | ------------------ | ------- |
| بياثلون                       | 5                | 5                 | 1                  | 11      |
| زلاجة جماعية                  | 2                | 1                 |                    | 3       |
| شمالي مدمج                    | 3                |                   |                    | 3       |
| كيرلنج                        | 1                | 1                 |                    | 2       |
| هوكي الجليد                   | 1                | 1                 |                    | 2       |
| الزحافات الثلجية              | 1                | 1                 | 2                  | 4       |
| تزلج فني على الجليد           | 1                | 1                 | 3                  | 5       |
| تزلج سريع                     | 6                | 6                 |                    | 12      |
| قفز تزلجي                     | 3                | 1                 |                    | 4       |
| تزلج سريع على مضمار قصير      | 4                | 4                 |                    | 8       |
| سباق الزلاجات الصدرية         | 1                | 1                 |                    | 2       |
| تزلج بهلواني                  | 5                | 5                 |                    | 10      |
| التزلج على المنحدرات الجليدية | 5                | 5                 |                    | 10      |
| تزلج ريفي                     | 6                | 6                 |                    | 12      |
| تزلج على الثلوج               | 5                | 5                 |                    | 10      |
| المجموع (15 رياضة)            | 49               | 43                | 6                  | 98      |

### التقويم
جدول الأوقات هذا غير نهائي.
|  | حفل |  | يوم المنافسة |  | النهائي | 4 | عدد النهائيات |

| الجدول العام لدورة الألعاب الأولمبية الشتوية 2014 | الجدول العام لدورة الألعاب الأولمبية الشتوية 2014 | الجدول العام لدورة الألعاب الأولمبية الشتوية 2014 | الجدول العام لدورة الألعاب الأولمبية الشتوية 2014 | الجدول العام لدورة الألعاب الأولمبية الشتوية 2014 | الجدول العام لدورة الألعاب الأولمبية الشتوية 2014 | الجدول العام لدورة الألعاب الأولمبية الشتوية 2014 | الجدول العام لدورة الألعاب الأولمبية الشتوية 2014 | الجدول العام لدورة الألعاب الأولمبية الشتوية 2014 | الجدول العام لدورة الألعاب الأولمبية الشتوية 2014 | الجدول العام لدورة الألعاب الأولمبية الشتوية 2014 | الجدول العام لدورة الألعاب الأولمبية الشتوية 2014 | الجدول العام لدورة الألعاب الأولمبية الشتوية 2014 | الجدول العام لدورة الألعاب الأولمبية الشتوية 2014 | الجدول العام لدورة الألعاب الأولمبية الشتوية 2014 | الجدول العام لدورة الألعاب الأولمبية الشتوية 2014 | الجدول العام لدورة الألعاب الأولمبية الشتوية 2014 | الجدول العام لدورة الألعاب الأولمبية الشتوية 2014 | الجدول العام لدورة الألعاب الأولمبية الشتوية 2014 | الجدول العام لدورة الألعاب الأولمبية الشتوية 2014 | الجدول العام لدورة الألعاب الأولمبية الشتوية 2014 |
| فبراير 2014                                       | فبراير 2014                                       | فبراير 2014                                       | 6                                                 | 7                                                 | 8                                                 | 9                                                 | 10                                                | 11                                                | 12                                                | 13                                                | 14                                                | 15                                                | 16                                                | 17                                                | 18                                                | 19                                                | 20                                                | 21                                                | 22                                                | 23                                                |
| ------------------------------------------------- | ------------------------------------------------- | ------------------------------------------------- | ------------------------------------------------- | ------------------------------------------------- | ------------------------------------------------- | ------------------------------------------------- | ------------------------------------------------- | ------------------------------------------------- | ------------------------------------------------- | ------------------------------------------------- | ------------------------------------------------- | ------------------------------------------------- | ------------------------------------------------- | ------------------------------------------------- | ------------------------------------------------- | ------------------------------------------------- | ------------------------------------------------- | ------------------------------------------------- | ------------------------------------------------- | ------------------------------------------------- |
| الحفلات                                           |                                                   |                                                   |                                                   |                                                   |                                                   |                                                   |                                                   |                                                   |                                                   |                                                   |                                                   |                                                   |                                                   |                                                   |                                                   |                                                   |                                                   |                                                   |                                                   |                                                   |
| زلاجة جماعية                                      |                                                   |                                                   |                                                   |                                                   |                                                   |                                                   |                                                   |                                                   |                                                   |                                                   |                                                   |                                                   |                                                   |                                                   |                                                   |                                                   |                                                   |                                                   |                                                   |                                                   |
| كيرلنج                                            |                                                   |                                                   |                                                   |                                                   |                                                   |                                                   |                                                   |                                                   |                                                   |                                                   |                                                   |                                                   |                                                   |                                                   |                                                   |                                                   |                                                   |                                                   |                                                   |                                                   |
| هوكي الجليد                                       |                                                   |                                                   |                                                   |                                                   |                                                   |                                                   |                                                   |                                                   |                                                   |                                                   |                                                   |                                                   |                                                   |                                                   |                                                   |                                                   |                                                   |                                                   |                                                   |                                                   |
| الزحافات الثلجية                                  |                                                   |                                                   |                                                   |                                                   |                                                   |                                                   |                                                   |                                                   |                                                   |                                                   |                                                   |                                                   |                                                   |                                                   |                                                   |                                                   |                                                   |                                                   |                                                   |                                                   |
| تزلج فني على الجليد                               |                                                   |                                                   |                                                   |                                                   |                                                   |                                                   |                                                   |                                                   |                                                   |                                                   |                                                   |                                                   |                                                   |                                                   |                                                   |                                                   |                                                   |                                                   |                                                   |                                                   |
| تزلج سريع                                         |                                                   |                                                   |                                                   |                                                   |                                                   |                                                   |                                                   |                                                   |                                                   |                                                   |                                                   |                                                   |                                                   |                                                   |                                                   |                                                   |                                                   |                                                   |                                                   |                                                   |
| تزلج سريع سريع على مضمار قصير                     |                                                   |                                                   |                                                   |                                                   |                                                   |                                                   |                                                   |                                                   |                                                   |                                                   |                                                   |                                                   |                                                   |                                                   |                                                   |                                                   |                                                   |                                                   |                                                   |                                                   |
| سباق الزلاجات الصدرية                             |                                                   |                                                   |                                                   |                                                   |                                                   |                                                   |                                                   |                                                   |                                                   |                                                   |                                                   |                                                   |                                                   |                                                   |                                                   |                                                   |                                                   |                                                   |                                                   |                                                   |
| تزلج بهلواني                                      |                                                   |                                                   |                                                   |                                                   |                                                   |                                                   |                                                   |                                                   |                                                   |                                                   |                                                   |                                                   |                                                   |                                                   |                                                   |                                                   |                                                   |                                                   |                                                   |                                                   |
| التزلج على المنحدرات الجليدية                     |                                                   |                                                   |                                                   |                                                   |                                                   |                                                   |                                                   |                                                   |                                                   |                                                   |                                                   |                                                   |                                                   |                                                   |                                                   |                                                   |                                                   |                                                   |                                                   |                                                   |
| بياثلون                                           |                                                   |                                                   |                                                   |                                                   |                                                   |                                                   |                                                   |                                                   |                                                   |                                                   |                                                   |                                                   |                                                   |                                                   |                                                   |                                                   |                                                   |                                                   |                                                   |                                                   |
| شمالي مدمج                                        |                                                   |                                                   |                                                   |                                                   |                                                   |                                                   |                                                   |                                                   |                                                   |                                                   |                                                   |                                                   |                                                   |                                                   |                                                   |                                                   |                                                   |                                                   |                                                   |                                                   |
| قفز تزلجي                                         |                                                   |                                                   |                                                   |                                                   |                                                   |                                                   |                                                   |                                                   |                                                   |                                                   |                                                   |                                                   |                                                   |                                                   |                                                   |                                                   |                                                   |                                                   |                                                   |                                                   |
| تزلج ريفي                                         |                                                   |                                                   |                                                   |                                                   |                                                   |                                                   |                                                   |                                                   |                                                   |                                                   |                                                   |                                                   |                                                   |                                                   |                                                   |                                                   |                                                   |                                                   |                                                   |                                                   |
| تزلج على الثلوج                                   |                                                   |                                                   |                                                   |                                                   |                                                   |                                                   |                                                   |                                                   |                                                   |                                                   |                                                   |                                                   |                                                   |                                                   |                                                   |                                                   |                                                   |                                                   |                                                   |                                                   |
| فبراير 2014                                       | فبراير 2014                                       | فبراير 2014                                       | 6                                                 | 7                                                 | 8                                                 | 9                                                 | 10                                                | 11                                                | 12                                                | 13                                                | 14                                                | 15                                                | 16                                                | 17                                                | 18                                                | 19                                                | 20                                                | 21                                                | 22                                                | 23                                                |

### جدول الميداليات
سرد اللجان الأولمبية الوطنية العشرة الأوائل من حيث عدد الميداليات الذهبية.
|  | الدولة المنظمة (روسيا) |

| الترتيب | منتخب                         | ذهبية | فضية | برونزية | المجموع |
| ------- | ----------------------------- | ----- | ---- | ------- | ------- |
| 1       | روسيا (RUS)*                  | 13    | 11   | 9       | 33      |
| 2       | النرويج (NOR)                 | 11    | 5    | 10      | 26      |
| 3       | كندا (CAN)                    | 10    | 10   | 5       | 25      |
| 4       | الولايات المتحدة (USA)        | 9     | 7    | 12      | 28      |
| 5       | هولندا (NED)                  | 8     | 7    | 9       | 24      |
| 6       | ألمانيا (GER)                 | 8     | 6    | 5       | 19      |
| 7       | سويسرا (SUI)                  | 6     | 3    | 2       | 11      |
| 8       | بيلاروس (BLR)                 | 5     | 0    | 1       | 6       |
| 9       | النمسا (AUT)                  | 4     | 8    | 5       | 17      |
| 10      | فرنسا (FRA)                   | 4     | 4    | 7       | 15      |
| 11-26   | بقية اللجان الأولمبية الوطنية | 21    | 36   | 34      | 91      |
| المجموع | المجموع                       | 99    | 97   | 99      | 295     |

(Date: 24 February 2014, after 98 of 98 events)

|- class="sortbottom"

## الخلافات
عملية اختيار مدينة سوتشي وكذلك تحضير الألعاب الأولمبية الشتوية 2014 كونوا انتقادات من جانب عدة وسائل إعلامية، فقد تم إتهام السلطات الروسية ب:
- حرية الإعلام خرقت عدة مرات من قبل الشرطة الروسية.
- الحرية الجنسية للرياضيين لن تضمن من قبل القوانين الجديدة التي تمنع بث رسائل جنسية مثلية لمن تكون أعمارهم ما دون الثمانية عشر سنة.
- العديد من العمال المهاجرين، من بين 000 60 عامل، يستغلون، حيث يعملون في شروط عمل صعبة، حتى إن بعضهم لن يتلقوا أجور كاملة.

تم زيادة النفقات المخصصة لمنشآت هذه الدورة، وهي اليوم رسميا 36 مليار يورو. هذه الميزانية، من المقرر أن ينشأ بها القرية الأولمبية، المنشآت الرياضية، ولكن كذلك مطار، ومحطتي قطار، 200 كم من سكك الحديد، 400 كم من طرق السيارات، 77 جسر، 12 نفق، وعدة جسور ضخمة، أين تم اعتبار هذه المنشآت الجديدة من قبل علماء بيئة بالمضرة جدا للبيئة ووصفوها «بالسلبية للغاية».

حسب تقرير لبوريس نمتسوف وليونيد مارتينيوك، عضوين في الحركة المعارضة سوليدارنوست، أن جزأ من هذه النفقات سيذهب لفائدة فلاديمير بوتين وعدة رجال أعمال. الفساد في هذا المشروع مقدر ب20% إلى 50% من النفقات.

### الجدل حول المقاطعة
بعيد حرب أوسيتيا الجنوبية 2008 واحتلال عدة نقاط إستراتيجية في جورجيا من قبل روسيا ومنهم بوتي، أعلن وزير الشؤون الخارجية التشيكي، كاريل شوارزنبرج، أنه يساند مقاطعة الألعاب الأولمبية الشتوية 2014، مؤكدا قائلا: «أجد تنظيم حفل للسلام وللرياضة في منطقة مجاورة مباشرة لمكان أقيمت فيه مجازر وحرب عدوانية، هي فكرة غريبة».

من جهة أخرى، فكرة مقاطعة الألعاب الأولمبية الشتوية 2014، بدأت في 2008، حتى وصول التحالف «الحلم الجورجي» الذي يقوده بيدزينا إيفانيشفيلي للحكم في أكتوبر 2012. وخلافا للرأي الرسمي التشيكي قبل 2012، رئيس الوزراء الجديد إيفانيشفيلي أعلن في أواخر ديسمبر 2012 مشاركة التشيك في الألعاب الأولمبية، بادرة انفتاح على الجار الروسي في عملية للتقارب بين البلدين.

في 2013، من جديد تم الدعوى للمقاطعة أطلقت بعد التصويت بالموافقة على «البروباغاندا المثلية الجنسية» أمام الأطفال.

## الإعلام
000 13 صحفي، من جميع أنواع وسائل الإعلام، سخرت لتغطية مسابقات وأحداث هذه الدورة، التي سيشاهدها تقديريا حوالي ثلاثة مليارات شخص حول العالم، حسب تقديرات المنظمين.

دورة الألعاب الأولمبية الشتوية 2014 هذه، سيغطيها حوالي 000 6 باث على الراديو والتلفزيون على 90 قناة تلفزيونية من 123 دولة، وسيكونون لأول مرة يبثون بتقنية عالية الوضوح.

## مقالات ذات صلة
- دورة الألعاب الأولمبية.
- ألعاب أولمبية شتوية.
- ألعاب بارالمبية شتوية 2014 في سوتشي.
- ألعاب أولمبية صيفية للشباب 2014 في نانجينغ.

## روابط خارجية
- الموقع الرسمي